# Angel (Leprous)
Angel è un singolo del gruppo musicale norvegese Leprous, pubblicato il 25 gennaio 2019 dalla Inside Out Music.

## Descrizione
Si tratta di una reinterpretazione dell'omonimo singolo del gruppo trip hop britannico Massive Attack, la prima nella loro carriera, come spiegato dal cantante e tastierista Einar Solberg:
Prima della sua pubblicazione, il gruppo aveva già proposto Angel dal vivo nel corso del 2018, durante la tournée promozionale per il quinto album in studio Malina. Il singolo è stato in seguito incluso come bonus track nella lista tracce del sesto album Pitfalls del 2019.

## Video musicale
Il video, diretto da Costin Chioreanu per la Twilight13Media, è stato reso disponibile nel medesimo giorno attraverso il canale YouTube della Inside Out Music e mostra Solberg cantare il brano in una stanza d'albergo.

## Tracce
Testi e musiche di Robert Del Naja, Grant Marshall, Andrew Vowles e Horace Hinds.
1. Angel – 6:27

## Formazione
Gruppo
- Einar Solberg – voce, tastiera
- Tor Oddmund Suhrke – chitarra
- Robin Ognedal – chitarra
- Simen Børven – basso
- Baard Kolstad – batteria

Altri musicisti
- Raphael Weinroth-Browne – violoncello